# سباق سيراتزيت تشالنج 2021
سباق سيراتزيت تشالنج 2021 (بالإسبانية: Ceratizit Challenge by La Vuelta 2021) هو سباق دراجات هوائية، وهو الموسم رقم 7 من سباق سيراتزيت تشالنج، وأقيم خلال الفترة 2 سبتمبر 2021، وحتى 5 سبتمبر 2021، وهو أحد سباقات طواف العالم للدراجات للسيدات 2021، وشارك فيه 137 متسابقاً.
فاز بالمركز الأول أنيميك فان فليوتن، وبالمركز الثاني مارلين رويسر، وبالمركز الثالث Elise Chabbey ‏، وفاز لوت كوبيكي في ترتيب النقاط.

## الفرق
| فرق سيدات عالمية (9)- إس دي وركس 2021 ‏ - موفيستار للسيدات 2021 ‏ - Lidl–Trek (women's team) ‏ - FDJ–Suez ‏ - ليف ريسينغ 2021 ‏ - ألي بي تي سي ليوبليانا 2021 ‏ - كانيون إس آر إيه إم راسينغ 2021 ‏ - Liv AlUla Jayco ‏ - فريق سنويب للسيدات 2021 ‏ فرق دراجات قارية سيدات (14)- جامبو فيسما للسيدات 2021 ‏ - Ceratizit Pro Cycling ‏ - فالكار سيلانس 2021 ‏ - EF Education–Tibco–SVB ‏ - ماسي تكتيك 2021 ‏ - انيكات-آر بي إتش جلوبال-مارتين فيلا 2021 ‏ - بيبينك 2021 ‏ - إينستافوند رايسنغ 2021 ‏ - كووب-هايتك برودكتس 2021 ‏ - بيزكايا دورانجو 2021 ‏ - فرتو-بي تي سي 2021 ‏ - سوبيلا 2021 ‏ - ريو مييرا - كانتابريا ديبورتي 2021 ‏ - لابورال كوتكسا فونداسيون يوسكادي 2021 ‏ فريق نادي الدراجات- دبليو سي سي تيم 2021 ‏ |  |
| |  |

## المراحل
| قائمة المراحل | قائمة المراحل | قائمة المراحل                                         | قائمة المراحل        | قائمة المراحل | قائمة المراحل     | قائمة المراحل     |
| المرحلة       | التاريخ       | الدورة                                                |                      | المسافة (كم)  | الفائز بالمرحلة   | القائد العام      |
| ------------- | ------------- | ----------------------------------------------------- | -------------------- | ------------- | ----------------- | ----------------- |
| مرحلة 1       | 2 سبتمبر      | Manzaneda ski resort ‏ – Manzaneda ski resort ‏         | مرحلة جبلية          | 118٫7         | مارلين رويسر      | مارلين رويسر      |
| مرحلة 2       | 3 سبتمبر      | Manzaneda ski resort ‏ – Manzaneda ski resort ‏         | صعود الجبل ضد الساعة | 7٫3           | أنيميك فان فليوتن | مارلين رويسر      |
| مرحلة 3       | 4 سبتمبر      | Manzaneda ski resort ‏ – Pereiro de Aguiar ‏            | مرحلة جبلية          | 107٫9         | أنيميك فان فليوتن | أنيميك فان فليوتن |
| مرحلة 4       | 5 سبتمبر      | أس بونتيس دي غارسيا رودريغيز – سانتياغو دي كومبوستيلا | مرحلة مستوية         | 107٫4         | لوت كوبيكي        | أنيميك فان فليوتن |

## النتيجة

### مرحلة 1
هي مرحلة جبلية، أقيمت في 2 سبتمبر 2021، وامتدّت لمسافة 118.7 كيلومتر. فاز بالمرحلة مارلين رويسر، وكان متصدر الترتيب العام في نهاية المرحلة مارلين رويسر، وكان المتصدر حسب ترتيب النقاط مارلين رويسر، وكان متصدر ترتيب الفرق ألي بي تي سي ليوبليانا 2021 ‏.
| التصنيف العام         | التصنيف العام         | التصنيف العام    | التصنيف العام                      | التصنيف العام |
| العداء                | العداء                | البلد            | الفريق                             | الوقت         |
| --------------------- | --------------------- | ---------------- | ---------------------------------- | ------------- |
| 1                     | مارلين رويسر          | سويسرا           | Alé BTC Ljubljana                  | 3 س 07 د 36 ث |
| 2                     | Coryn Rivera          | الولايات المتحدة | Team DSM                           | + 26 ث        |
| 3                     | Elise Chabbey ‏        | سويسرا           | Canyon-SRAM Racing                 | + 28 ث        |
| 4                     | Pauliena Rooijakkers ‏ | هولندا           | Liv Racing                         | + 32 ث        |
| 5                     | إليسا بالسامو         | إيطاليا          | Valcar Travel & Service            | + 1 د 58 ث    |
| 6                     | آنا هندرسون           | المملكة المتحدة  | Jumbo-Visma                        | + 1 د 58 ث    |
| 7                     | لوت كوبيكي            | بلجيكا           | Liv Racing                         | + 1 د 58 ث    |
| 8                     | أليسون جاكسون         | كندا             | Liv Racing                         | + 1 د 58 ث    |
| 9                     | Marie Le Net ‏         | فرنسا            | FDJ-Nouvelle Aquitaine-Futuroscope | + 1 د 58 ث    |
| 10                    | فلورتجي ماكايج        | هولندا           | Team DSM                           | + 1 د 58 ث    |
| مصدر: ProCyclingStats |                       |                  |                                    |               |

### مرحلة 2
هي مرحلة أقيمت في 3 سبتمبر 2021، وامتدّت لمسافة 7.3 كيلومتر. فاز بالمرحلة أنيميك فان فليوتن، وكان متصدر الترتيب العام في نهاية المرحلة مارلين رويسر، وكان المتصدر حسب ترتيب النقاط مارلين رويسر، وكان متصدر ترتيب الفرق ألي بي تي سي ليوبليانا 2021 ‏.
| التصنيف العام         | التصنيف العام         | التصنيف العام    | التصنيف العام                      | التصنيف العام |
| العداء                | العداء                | البلد            | الفريق                             | الوقت         |
| --------------------- | --------------------- | ---------------- | ---------------------------------- | ------------- |
| 1                     | مارلين رويسر          | سويسرا           | Alé BTC Ljubljana                  | 3 س 27 د 03 ث |
| 2                     | Pauliena Rooijakkers ‏ | هولندا           | Liv Racing                         | + 1 د 36 ث    |
| 3                     | أنيميك فان فليوتن     | هولندا           | Movistar Women                     | + 1 د 39 ث    |
| 4                     | Coryn Rivera          | الولايات المتحدة | Team DSM                           | + 1 د 45 ث    |
| 5                     | Elise Chabbey ‏        | سويسرا           | Canyon-SRAM Racing                 | + 1 د 48 ث    |
| 6                     | مارتا كافالي          | إيطاليا          | FDJ-Nouvelle Aquitaine-Futuroscope | + 2 د 06 ث    |
| 7                     | كريستين فولكنر        | الولايات المتحدة | Tibco-Silicon Valley Bank          | + 2 د 26 ث    |
| 8                     | ليا توماس             | الولايات المتحدة | Movistar Women                     | + 2 د 37 ث    |
| 9                     | جولييت لابوس          | فرنسا            | Team DSM                           | + 2 د 38 ث    |
| 10                    | ليان ليبرت            | ألمانيا          | Team DSM                           | + 2 د 54 ث    |
| مصدر: ProCyclingStats |                       |                  |                                    |               |

### مرحلة 3
هي مرحلة جبلية، أقيمت في 4 سبتمبر 2021، وامتدّت لمسافة 107.9 كيلومتر. فاز بالمرحلة أنيميك فان فليوتن، وكان متصدر الترتيب العام في نهاية المرحلة أنيميك فان فليوتن، وكان المتصدر حسب ترتيب النقاط مارلين رويسر، وكان متصدر ترتيب الفرق كانيون إس آر إيه إم راسينغ 2021 ‏.
| التصنيف العام         | التصنيف العام         | التصنيف العام | التصنيف العام                      | التصنيف العام |
| العداء                | العداء                | البلد         | الفريق                             | الوقت         |
| --------------------- | --------------------- | ------------- | ---------------------------------- | ------------- |
| 1                     | أنيميك فان فليوتن     | هولندا        | Movistar Women                     | 6 س 10 د 25 ث |
| 2                     | مارلين رويسر          | سويسرا        | Alé BTC Ljubljana                  | + 1 د 34 ث    |
| 3                     | Elise Chabbey ‏        | سويسرا        | Canyon-SRAM Racing                 | + 3 د 20 ث    |
| 4                     | مارتا كافالي          | إيطاليا       | FDJ-Nouvelle Aquitaine-Futuroscope | + 3 د 38 ث    |
| 5                     | ليان ليبرت            | ألمانيا       | Team DSM                           | + 4 د 07 ث    |
| 6                     | Katarzyna Niewiadoma  | بولندا        | Canyon-SRAM Racing                 | + 4 د 14 ث    |
| 7                     | إليسا ونغو بورغيني    | إيطاليا       | Trek-Segafredo                     | + 4 د 35 ث    |
| 8                     | فلورتجي ماكايج        | هولندا        | Team DSM                           | + 4 د 46 ث    |
| 9                     | Blanka Vas ‏           | المجر         | SD Worx                            | + 5 د 07 ث    |
| 10                    | Pauliena Rooijakkers ‏ | هولندا        | Liv Racing                         | + 7 د 30 ث    |
| مصدر: ProCyclingStats |                       |               |                                    |               |

### مرحلة 4
هي مرحلة بسيطة، أقيمت في 5 سبتمبر 2021، وامتدّت لمسافة 107.4 كيلومتر. فاز بالمرحلة لوت كوبيكي، وكان متصدر الترتيب العام في نهاية المرحلة أنيميك فان فليوتن.

## المشاركون
| إس دي وركس ‏ SDW | إس دي وركس ‏ SDW                       | إس دي وركس ‏ SDW |
| --------------- | ------------------------------------- | --------------- |
| م               | عداء                                  | مرتبة           |
| 1               | كارول آن كانويل                       | 44              |
| 2               | Anna Shackley ‏                        | 24              |
| 3               | أنا فان دير بريغين (طريق و زمني فردي) | 58              |
| 4               | آشلي مولمان                           | 14              |
| 5               | Niamh Fisher-Black ‏                   | لم يبدأ-3       |
| 6               | Blanka Vas ‏ (طريق و زمني فردي)        | 9               |

| موفيستار للسيدات ‏ MOV | موفيستار للسيدات ‏ MOV    | موفيستار للسيدات ‏ MOV |
| --------------------- | ------------------------ | --------------------- |
| م                     | عداء                     | مرتبة                 |
| 11                    | شيلا جوتيريز             | 59                    |
| 12                    | Lourdes Oyarbide ‏        | 46                    |
| 13                    | ليا توماس                | 11                    |
| 14                    | أنيميك فان فليوتن (طريق) | 1                     |
| 15                    | سارا مارتين              | 31                    |
| 16                    | Paula Patiño ‏            | 43                    |

| Lidl–Trek (women's team) ‏ TFS | Lidl–Trek (women's team) ‏ TFS         | Lidl–Trek (women's team) ‏ TFS |
| ----------------------------- | ------------------------------------- | ----------------------------- |
| م                             | عداء                                  | مرتبة                         |
| 21                            | إليسا ونغو بورغيني (طريق و زمني فردي) | 7                             |
| 22                            | Ellen van Dijk                        | 12                            |
| 23                            | Audrey Cordon-Ragot (زمني فردي)       | لم يكمل السباق-4              |
| 24                            | أمالي ديديريكسن (طريق)                | 103                           |
| 25                            | شيرين فان أنروي                       | 60                            |
| 26                            | تايلر وايلز                           | 23                            |

| FDJ–Suez ‏ FDJ | FDJ–Suez ‏ FDJ       | FDJ–Suez ‏ FDJ |
| ------------- | ------------------- | ------------- |
| م             | عداء                | مرتبة         |
| 31            | مارتا كافالي        | 4             |
| 32            | Victorie Guilman ‏   | 35            |
| 33            | Stine Borgli ‏       | 71            |
| 34            | Évita Muzic ‏ (طريق) | 19            |
| 36            | Marie Le Net ‏       | 41            |

| ليف ريسينغ ‏ LIV | ليف ريسينغ ‏ LIV               | ليف ريسينغ ‏ LIV |
| --------------- | ----------------------------- | --------------- |
| م               | عداء                          | مرتبة           |
| 41              | صوفيا بيرتيزولو               | 32              |
| 42              | أليسون جاكسون                 | 57              |
| 43              | لوت كوبيكي (طريق و زمني فردي) | 18              |
| 44              | Jeanne Korevaar ‏              | 42              |
| 45              | Valerie Demey ‏                | 82              |
| 46              | Pauliena Rooijakkers ‏         | 10              |

| يو أي أيه تيم ‏ ALE | يو أي أيه تيم ‏ ALE                          | يو أي أيه تيم ‏ ALE |
| ------------------ | ------------------------------------------- | ------------------ |
| م                  | عداء                                        | مرتبة              |
| 52                 | تاتيانا جوديرزو                             | 38                 |
| 53                 | مارغريتا فيكتوريا غارسيا (طريق و زمني فردي) | 21                 |
| 54                 | Urša Pintar ‏                                | لم يكمل السباق-4   |
| 55                 | يوجينة بوجاك (طريق و زمني فردي)             | 36                 |
| 56                 | مارلين رويسر (طريق و زمني فردي)             | 2                  |

| كانيون–إس آر إيه إم ‏ CSR | كانيون–إس آر إيه إم ‏ CSR | كانيون–إس آر إيه إم ‏ CSR |
| ------------------------ | ------------------------ | ------------------------ |
| م                        | عداء                     | مرتبة                    |
| 61                       | ألينا أمياليوسيك         | 20                       |
| 62                       | تيفاني كرومويل           | 76                       |
| 63                       | Mikayla Harvey ‏          | 33                       |
| 64                       | كاتارزينا نيفيادوما      | 6                        |
| 65                       | Elise Chabbey ‏           | 3                        |
| 66                       | هانا لودفيغ              | 26                       |

| جامبو فيسما للسيدات ‏ TJV | جامبو فيسما للسيدات ‏ TJV | جامبو فيسما للسيدات ‏ TJV |
| ------------------------ | ------------------------ | ------------------------ |
| م                        | عداء                     | مرتبة                    |
| 71                       | ريجان ماركوس             | 15                       |
| 72                       | Aafke Soet ‏              | 77                       |
| 73                       | Jip van den Bos ‏         | 107                      |
| 74                       | Nancy van der Burg ‏      | لم يكمل السباق-1         |
| 75                       | آنا هندرسون              | 25                       |
| 76                       | Amber Kraak ‏             | 22                       |

| Liv AlUla Jayco ‏ BEX | Liv AlUla Jayco ‏ BEX | Liv AlUla Jayco ‏ BEX |
| -------------------- | -------------------- | -------------------- |
| م                    | عداء                 | مرتبة                |
| 81                   | يانيكي إنسينغ        | 29                   |
| 82                   | أني سانستيبان        | 13                   |
| 83                   | أماندا سبرات         | 49                   |
| 84                   | Urška Žigart ‏        | 45                   |
| 85                   | لوسي كينيدي          | 34                   |

| فريق سنويب للسيدات ‏ DSM | فريق سنويب للسيدات ‏ DSM | فريق سنويب للسيدات ‏ DSM |
| ----------------------- | ----------------------- | ----------------------- |
| م                       | عداء                    | مرتبة                   |
| 91                      | ليا كيرشمان             | 73                      |
| 92                      | ليان ليبرت              | 5                       |
| 93                      | فلورتجي ماكايج          | 8                       |
| 94                      | Coryn Rivera            | لم يكمل السباق-3        |
| 95                      | جولييت لابوس            | لم يكمل السباق-3        |
| 96                      | Megan Jastrab ‏          | لم يكمل السباق-1        |

| Ceratizit Pro Cycling ‏ WNT | Ceratizit Pro Cycling ‏ WNT     | Ceratizit Pro Cycling ‏ WNT |
| -------------------------- | ------------------------------ | -------------------------- |
| م                          | عداء                           | مرتبة                      |
| 101                        | ليزا برينور (طريق و زمني فردي) | 53                         |
| 103                        | Kathrin Hammes ‏                | 69                         |
| 104                        | إيريكا ماجندي                  | 16                         |
| 106                        | Laura Asencio ‏                 | لم يكمل السباق-4           |

| فالكار سيلانس ‏ VAL | فالكار سيلانس ‏ VAL     | فالكار سيلانس ‏ VAL |
| ------------------ | ---------------------- | ------------------ |
| م                  | عداء                   | مرتبة              |
| 111                | إليسا بالسامو          | 28                 |
| 112                | Barbara Malcotti ‏      | 61                 |
| 113                | Federica Piergiovanni ‏ | 66                 |
| 114                | إيلينا بيروني          | 27                 |
| 115                | Ilaria Sanguineti ‏     | 51                 |
| 116                | Vittoria Guazzini ‏     | 37                 |

| EF Education–Tibco–SVB ‏ TIB | EF Education–Tibco–SVB ‏ TIB | EF Education–Tibco–SVB ‏ TIB |
| --------------------------- | --------------------------- | --------------------------- |
| م                           | عداء                        | مرتبة                       |
| 121                         | نينا كيسلر                  | 84                          |
| 122                         | Diana Peñuela ‏              | 88                          |
| 123                         | Tanja Erath ‏                | لم يكمل السباق-4            |
| 124                         | Eri Yonamine ‏               | لم يكمل السباق-4            |
| 125                         | كريستين فولكنر              | لم يكمل السباق-3            |
| 126                         | Abi Smith ‏                  | 17                          |

| ماسي تكتيك تيم للسيدات ‏ MAT | ماسي تكتيك تيم للسيدات ‏ MAT | ماسي تكتيك تيم للسيدات ‏ MAT |
| --------------------------- | --------------------------- | --------------------------- |
| م                           | عداء                        | مرتبة                       |
| 131                         | Vita Heine ‏ (طريق)          | 70                          |
| 132                         | Špela Kern ‏                 | 39                          |
| 133                         | Mireia Benito ‏              | 56                          |
| 134                         | Martina Moreno Monteys‏      | 40                          |
| 135                         | Olivia Baril ‏               | لم يبدأ-3                   |
| 136                         | Maaike Coljé ‏               | 48                          |

| انيكات سايكلنج تيم ‏ EIC | انيكات سايكلنج تيم ‏ EIC | انيكات سايكلنج تيم ‏ EIC |
| ----------------------- | ----------------------- | ----------------------- |
| م                       | عداء                    | مرتبة                   |
| 141                     | ESP                     | 104                     |
| 142                     | Ziortza Isasi ‏          | 75                      |
| 143                     | Lija Laizāne            | 67                      |
| 145                     | Yuliia Biriukova ‏       | 65                      |
| 146                     | MEX                     | لم يكمل السباق-4        |

| بيبينك ‏ BPK | بيبينك ‏ BPK       | بيبينك ‏ BPK |
| ----------- | ----------------- | ----------- |
| م           | عداء              | مرتبة       |
| 151         | ميشيلا دراموند    | 30          |
| 152         | Silvia Valsecchi ‏ | 111         |
| 153         | Silvia Zanardi ‏   | 63          |
| 154         | ITA               | 87          |
| 155         | Matilde Vitillo ‏  | 64          |
| 156         | ITA               | 108         |

| إنستافوند لا بريما ‏ ILP | إنستافوند لا بريما ‏ ILP | إنستافوند لا بريما ‏ ILP |
| ----------------------- | ----------------------- | ----------------------- |
| م                       | عداء                    | مرتبة                   |
| 161                     | Isabella Bertold ‏       | 86                      |
| 162                     | كارولين باور            | 85                      |
| 163                     | CAN                     | 54                      |
| 164                     | HUN                     | 100                     |
| 165                     | Rachel Langdon‏          | لم يكمل السباق-1        |

| دبليو سي سي تيم ‏ WCC | دبليو سي سي تيم ‏ WCC     | دبليو سي سي تيم ‏ WCC |
| -------------------- | ------------------------ | -------------------- |
| م                    | عداء                     | مرتبة                |
| 171                  | Antri Christoforou ‏      | 106                  |
| 172                  | ماغورزاتا جاسيسكا        | 78                   |
| 173                  | Tereza Neumanová ‏ (طريق) | 83                   |
| 174                  | ARG                      | 101                  |
| 175                  | Alessia Vigilia ‏         | لم يكمل السباق-4     |
| 176                  | Nofar Maoz‏               | لم يكمل السباق-4     |

| تيم كوب هايتك بوردكتس ‏ HPU | تيم كوب هايتك بوردكتس ‏ HPU | تيم كوب هايتك بوردكتس ‏ HPU |
| -------------------------- | -------------------------- | -------------------------- |
| م                          | عداء                       | مرتبة                      |
| 181                        | Ingvild Gåskjenn ‏          | 52                         |
| 182                        | ميكي كروجر                 | 95                         |
| 183                        | Christa Riffel ‏            | OTL-3                      |
| 184                        | Amalie Lutro ‏              | 89                         |
| 185                        | Josie Nelson ‏              | 109                        |
| 186                        | NOR                        | 90                         |

| بيزكايا دورانجو ‏ BDP | بيزكايا دورانجو ‏ BDP  | بيزكايا دورانجو ‏ BDP |
| -------------------- | --------------------- | -------------------- |
| م                    | عداء                  | مرتبة                |
| 191                  | لوسيا غونزاليس بلانكو | 72                   |
| 192                  | ساندرا ألونسو         | 74                   |
| 193                  | ESP                   | 79                   |
| 194                  | Ariana Gilabert ‏      | 105                  |
| 195                  | Amaia Lartitegi ‏      | 99                   |
| 196                  | Nadine Gill ‏          | 55                   |

| فرتو-بي تي سي ‏ FAR | فرتو-بي تي سي ‏ FAR       | فرتو-بي تي سي ‏ FAR |
| ------------------ | ------------------------ | ------------------ |
| م                  | عداء                     | مرتبة              |
| 201                | Anna Pujol ‏              | لم يكمل السباق-4   |
| 202                | Enara López ‏             | 92                 |
| 203                | Carla Fernandez Torres‏   | لم يكمل السباق-3   |
| 204                | Liliana Jesus‏            | لم يكمل السباق-4   |
| 205                | Maria Del Pilar Jimenez ‏ | لم يكمل السباق-3   |
| 206                | Melissa Maia‏             | 81                 |

| سوبيلا ومنز تيم ‏ SWT | سوبيلا ومنز تيم ‏ SWT      | سوبيلا ومنز تيم ‏ SWT |
| -------------------- | ------------------------- | -------------------- |
| م                    | عداء                      | مرتبة                |
| 211                  | Sofia Rodríguez ‏          | 96                   |
| 212                  | Naia Amondarain ‏          | 93                   |
| 213                  | ESP                       | 110                  |
| 214                  | Claire Steels ‏            | 62                   |
| 215                  | ESP                       | 47                   |
| 216                  | Maria Banlles Santamaria ‏ | لم يكمل السباق-4     |

| ريو مييرا - كانتابريا ديبورتي ‏ RMC | ريو مييرا - كانتابريا ديبورتي ‏ RMC | ريو مييرا - كانتابريا ديبورتي ‏ RMC |
| ---------------------------------- | ---------------------------------- | ---------------------------------- |
| م                                  | عداء                               | مرتبة                              |
| 221                                | Isabel Martín ‏                     | 102                                |
| 222                                | Carolina Esteban‏                   | 98                                 |
| 223                                | Aida Nuño ‏                         | 80                                 |
| 224                                | Susana Perez Conejero‏              | 91                                 |
| 225                                | Eva Anguela Yágüez ‏                | لم يكمل السباق                     |
| 226                                | Irene Mendez‏                       | 68                                 |

| لابورال كوتكسا فونداسيون يوسكادي ‏ LKF | لابورال كوتكسا فونداسيون يوسكادي ‏ LKF | لابورال كوتكسا فونداسيون يوسكادي ‏ LKF |
| ------------------------------------- | ------------------------------------- | ------------------------------------- |
| م                                     | عداء                                  | مرتبة                                 |
| 231                                   | Eukene Larrarte ‏                      | 97                                    |
| 232                                   | ESP                                   | 50                                    |
| 233                                   | ESP                                   | لم يكمل السباق-4                      |
| 234                                   | ESP                                   | 94                                    |
| 235                                   | تانيا كالفو                           | لم يكمل السباق-1                      |
| 236                                   | ESP                                   | لم يكمل السباق-4                      |

| إس دي وركس ‏ SDW | إس دي وركس ‏ SDW                       | إس دي وركس ‏ SDW |
| --------------- | ------------------------------------- | --------------- |
| م               | عداء                                  | مرتبة           |
| 1               | كارول آن كانويل                       | 44              |
| 2               | Anna Shackley ‏                        | 24              |
| 3               | أنا فان دير بريغين (طريق و زمني فردي) | 58              |
| 4               | آشلي مولمان                           | 14              |
| 5               | Niamh Fisher-Black ‏                   | لم يبدأ-3       |
| 6               | Blanka Vas ‏ (طريق و زمني فردي)        | 9               |

| موفيستار للسيدات ‏ MOV | موفيستار للسيدات ‏ MOV    | موفيستار للسيدات ‏ MOV |
| --------------------- | ------------------------ | --------------------- |
| م                     | عداء                     | مرتبة                 |
| 11                    | شيلا جوتيريز             | 59                    |
| 12                    | Lourdes Oyarbide ‏        | 46                    |
| 13                    | ليا توماس                | 11                    |
| 14                    | أنيميك فان فليوتن (طريق) | 1                     |
| 15                    | سارا مارتين              | 31                    |
| 16                    | Paula Patiño ‏            | 43                    |

| Lidl–Trek (women's team) ‏ TFS | Lidl–Trek (women's team) ‏ TFS         | Lidl–Trek (women's team) ‏ TFS |
| ----------------------------- | ------------------------------------- | ----------------------------- |
| م                             | عداء                                  | مرتبة                         |
| 21                            | إليسا ونغو بورغيني (طريق و زمني فردي) | 7                             |
| 22                            | Ellen van Dijk                        | 12                            |
| 23                            | Audrey Cordon-Ragot (زمني فردي)       | لم يكمل السباق-4              |
| 24                            | أمالي ديديريكسن (طريق)                | 103                           |
| 25                            | شيرين فان أنروي                       | 60                            |
| 26                            | تايلر وايلز                           | 23                            |

| FDJ–Suez ‏ FDJ | FDJ–Suez ‏ FDJ       | FDJ–Suez ‏ FDJ |
| ------------- | ------------------- | ------------- |
| م             | عداء                | مرتبة         |
| 31            | مارتا كافالي        | 4             |
| 32            | Victorie Guilman ‏   | 35            |
| 33            | Stine Borgli ‏       | 71            |
| 34            | Évita Muzic ‏ (طريق) | 19            |
| 36            | Marie Le Net ‏       | 41            |

| ليف ريسينغ ‏ LIV | ليف ريسينغ ‏ LIV               | ليف ريسينغ ‏ LIV |
| --------------- | ----------------------------- | --------------- |
| م               | عداء                          | مرتبة           |
| 41              | صوفيا بيرتيزولو               | 32              |
| 42              | أليسون جاكسون                 | 57              |
| 43              | لوت كوبيكي (طريق و زمني فردي) | 18              |
| 44              | Jeanne Korevaar ‏              | 42              |
| 45              | Valerie Demey ‏                | 82              |
| 46              | Pauliena Rooijakkers ‏         | 10              |

| يو أي أيه تيم ‏ ALE | يو أي أيه تيم ‏ ALE                          | يو أي أيه تيم ‏ ALE |
| ------------------ | ------------------------------------------- | ------------------ |
| م                  | عداء                                        | مرتبة              |
| 52                 | تاتيانا جوديرزو                             | 38                 |
| 53                 | مارغريتا فيكتوريا غارسيا (طريق و زمني فردي) | 21                 |
| 54                 | Urša Pintar ‏                                | لم يكمل السباق-4   |
| 55                 | يوجينة بوجاك (طريق و زمني فردي)             | 36                 |
| 56                 | مارلين رويسر (طريق و زمني فردي)             | 2                  |

| كانيون–إس آر إيه إم ‏ CSR | كانيون–إس آر إيه إم ‏ CSR | كانيون–إس آر إيه إم ‏ CSR |
| ------------------------ | ------------------------ | ------------------------ |
| م                        | عداء                     | مرتبة                    |
| 61                       | ألينا أمياليوسيك         | 20                       |
| 62                       | تيفاني كرومويل           | 76                       |
| 63                       | Mikayla Harvey ‏          | 33                       |
| 64                       | كاتارزينا نيفيادوما      | 6                        |
| 65                       | Elise Chabbey ‏           | 3                        |
| 66                       | هانا لودفيغ              | 26                       |

| جامبو فيسما للسيدات ‏ TJV | جامبو فيسما للسيدات ‏ TJV | جامبو فيسما للسيدات ‏ TJV |
| ------------------------ | ------------------------ | ------------------------ |
| م                        | عداء                     | مرتبة                    |
| 71                       | ريجان ماركوس             | 15                       |
| 72                       | Aafke Soet ‏              | 77                       |
| 73                       | Jip van den Bos ‏         | 107                      |
| 74                       | Nancy van der Burg ‏      | لم يكمل السباق-1         |
| 75                       | آنا هندرسون              | 25                       |
| 76                       | Amber Kraak ‏             | 22                       |

| Liv AlUla Jayco ‏ BEX | Liv AlUla Jayco ‏ BEX | Liv AlUla Jayco ‏ BEX |
| -------------------- | -------------------- | -------------------- |
| م                    | عداء                 | مرتبة                |
| 81                   | يانيكي إنسينغ        | 29                   |
| 82                   | أني سانستيبان        | 13                   |
| 83                   | أماندا سبرات         | 49                   |
| 84                   | Urška Žigart ‏        | 45                   |
| 85                   | لوسي كينيدي          | 34                   |

| فريق سنويب للسيدات ‏ DSM | فريق سنويب للسيدات ‏ DSM | فريق سنويب للسيدات ‏ DSM |
| ----------------------- | ----------------------- | ----------------------- |
| م                       | عداء                    | مرتبة                   |
| 91                      | ليا كيرشمان             | 73                      |
| 92                      | ليان ليبرت              | 5                       |
| 93                      | فلورتجي ماكايج          | 8                       |
| 94                      | Coryn Rivera            | لم يكمل السباق-3        |
| 95                      | جولييت لابوس            | لم يكمل السباق-3        |
| 96                      | Megan Jastrab ‏          | لم يكمل السباق-1        |

| Ceratizit Pro Cycling ‏ WNT | Ceratizit Pro Cycling ‏ WNT     | Ceratizit Pro Cycling ‏ WNT |
| -------------------------- | ------------------------------ | -------------------------- |
| م                          | عداء                           | مرتبة                      |
| 101                        | ليزا برينور (طريق و زمني فردي) | 53                         |
| 103                        | Kathrin Hammes ‏                | 69                         |
| 104                        | إيريكا ماجندي                  | 16                         |
| 106                        | Laura Asencio ‏                 | لم يكمل السباق-4           |

| فالكار سيلانس ‏ VAL | فالكار سيلانس ‏ VAL     | فالكار سيلانس ‏ VAL |
| ------------------ | ---------------------- | ------------------ |
| م                  | عداء                   | مرتبة              |
| 111                | إليسا بالسامو          | 28                 |
| 112                | Barbara Malcotti ‏      | 61                 |
| 113                | Federica Piergiovanni ‏ | 66                 |
| 114                | إيلينا بيروني          | 27                 |
| 115                | Ilaria Sanguineti ‏     | 51                 |
| 116                | Vittoria Guazzini ‏     | 37                 |

| EF Education–Tibco–SVB ‏ TIB | EF Education–Tibco–SVB ‏ TIB | EF Education–Tibco–SVB ‏ TIB |
| --------------------------- | --------------------------- | --------------------------- |
| م                           | عداء                        | مرتبة                       |
| 121                         | نينا كيسلر                  | 84                          |
| 122                         | Diana Peñuela ‏              | 88                          |
| 123                         | Tanja Erath ‏                | لم يكمل السباق-4            |
| 124                         | Eri Yonamine ‏               | لم يكمل السباق-4            |
| 125                         | كريستين فولكنر              | لم يكمل السباق-3            |
| 126                         | Abi Smith ‏                  | 17                          |

| ماسي تكتيك تيم للسيدات ‏ MAT | ماسي تكتيك تيم للسيدات ‏ MAT | ماسي تكتيك تيم للسيدات ‏ MAT |
| --------------------------- | --------------------------- | --------------------------- |
| م                           | عداء                        | مرتبة                       |
| 131                         | Vita Heine ‏ (طريق)          | 70                          |
| 132                         | Špela Kern ‏                 | 39                          |
| 133                         | Mireia Benito ‏              | 56                          |
| 134                         | Martina Moreno Monteys‏      | 40                          |
| 135                         | Olivia Baril ‏               | لم يبدأ-3                   |
| 136                         | Maaike Coljé ‏               | 48                          |

| انيكات سايكلنج تيم ‏ EIC | انيكات سايكلنج تيم ‏ EIC | انيكات سايكلنج تيم ‏ EIC |
| ----------------------- | ----------------------- | ----------------------- |
| م                       | عداء                    | مرتبة                   |
| 141                     | ESP                     | 104                     |
| 142                     | Ziortza Isasi ‏          | 75                      |
| 143                     | Lija Laizāne            | 67                      |
| 145                     | Yuliia Biriukova ‏       | 65                      |
| 146                     | MEX                     | لم يكمل السباق-4        |

| بيبينك ‏ BPK | بيبينك ‏ BPK       | بيبينك ‏ BPK |
| ----------- | ----------------- | ----------- |
| م           | عداء              | مرتبة       |
| 151         | ميشيلا دراموند    | 30          |
| 152         | Silvia Valsecchi ‏ | 111         |
| 153         | Silvia Zanardi ‏   | 63          |
| 154         | ITA               | 87          |
| 155         | Matilde Vitillo ‏  | 64          |
| 156         | ITA               | 108         |

| إنستافوند لا بريما ‏ ILP | إنستافوند لا بريما ‏ ILP | إنستافوند لا بريما ‏ ILP |
| ----------------------- | ----------------------- | ----------------------- |
| م                       | عداء                    | مرتبة                   |
| 161                     | Isabella Bertold ‏       | 86                      |
| 162                     | كارولين باور            | 85                      |
| 163                     | CAN                     | 54                      |
| 164                     | HUN                     | 100                     |
| 165                     | Rachel Langdon‏          | لم يكمل السباق-1        |

| دبليو سي سي تيم ‏ WCC | دبليو سي سي تيم ‏ WCC     | دبليو سي سي تيم ‏ WCC |
| -------------------- | ------------------------ | -------------------- |
| م                    | عداء                     | مرتبة                |
| 171                  | Antri Christoforou ‏      | 106                  |
| 172                  | ماغورزاتا جاسيسكا        | 78                   |
| 173                  | Tereza Neumanová ‏ (طريق) | 83                   |
| 174                  | ARG                      | 101                  |
| 175                  | Alessia Vigilia ‏         | لم يكمل السباق-4     |
| 176                  | Nofar Maoz‏               | لم يكمل السباق-4     |

| تيم كوب هايتك بوردكتس ‏ HPU | تيم كوب هايتك بوردكتس ‏ HPU | تيم كوب هايتك بوردكتس ‏ HPU |
| -------------------------- | -------------------------- | -------------------------- |
| م                          | عداء                       | مرتبة                      |
| 181                        | Ingvild Gåskjenn ‏          | 52                         |
| 182                        | ميكي كروجر                 | 95                         |
| 183                        | Christa Riffel ‏            | OTL-3                      |
| 184                        | Amalie Lutro ‏              | 89                         |
| 185                        | Josie Nelson ‏              | 109                        |
| 186                        | NOR                        | 90                         |

| بيزكايا دورانجو ‏ BDP | بيزكايا دورانجو ‏ BDP  | بيزكايا دورانجو ‏ BDP |
| -------------------- | --------------------- | -------------------- |
| م                    | عداء                  | مرتبة                |
| 191                  | لوسيا غونزاليس بلانكو | 72                   |
| 192                  | ساندرا ألونسو         | 74                   |
| 193                  | ESP                   | 79                   |
| 194                  | Ariana Gilabert ‏      | 105                  |
| 195                  | Amaia Lartitegi ‏      | 99                   |
| 196                  | Nadine Gill ‏          | 55                   |

| فرتو-بي تي سي ‏ FAR | فرتو-بي تي سي ‏ FAR       | فرتو-بي تي سي ‏ FAR |
| ------------------ | ------------------------ | ------------------ |
| م                  | عداء                     | مرتبة              |
| 201                | Anna Pujol ‏              | لم يكمل السباق-4   |
| 202                | Enara López ‏             | 92                 |
| 203                | Carla Fernandez Torres‏   | لم يكمل السباق-3   |
| 204                | Liliana Jesus‏            | لم يكمل السباق-4   |
| 205                | Maria Del Pilar Jimenez ‏ | لم يكمل السباق-3   |
| 206                | Melissa Maia‏             | 81                 |

| سوبيلا ومنز تيم ‏ SWT | سوبيلا ومنز تيم ‏ SWT      | سوبيلا ومنز تيم ‏ SWT |
| -------------------- | ------------------------- | -------------------- |
| م                    | عداء                      | مرتبة                |
| 211                  | Sofia Rodríguez ‏          | 96                   |
| 212                  | Naia Amondarain ‏          | 93                   |
| 213                  | ESP                       | 110                  |
| 214                  | Claire Steels ‏            | 62                   |
| 215                  | ESP                       | 47                   |
| 216                  | Maria Banlles Santamaria ‏ | لم يكمل السباق-4     |

| ريو مييرا - كانتابريا ديبورتي ‏ RMC | ريو مييرا - كانتابريا ديبورتي ‏ RMC | ريو مييرا - كانتابريا ديبورتي ‏ RMC |
| ---------------------------------- | ---------------------------------- | ---------------------------------- |
| م                                  | عداء                               | مرتبة                              |
| 221                                | Isabel Martín ‏                     | 102                                |
| 222                                | Carolina Esteban‏                   | 98                                 |
| 223                                | Aida Nuño ‏                         | 80                                 |
| 224                                | Susana Perez Conejero‏              | 91                                 |
| 225                                | Eva Anguela Yágüez ‏                | لم يكمل السباق                     |
| 226                                | Irene Mendez‏                       | 68                                 |

| لابورال كوتكسا فونداسيون يوسكادي ‏ LKF | لابورال كوتكسا فونداسيون يوسكادي ‏ LKF | لابورال كوتكسا فونداسيون يوسكادي ‏ LKF |
| ------------------------------------- | ------------------------------------- | ------------------------------------- |
| م                                     | عداء                                  | مرتبة                                 |
| 231                                   | Eukene Larrarte ‏                      | 97                                    |
| 232                                   | ESP                                   | 50                                    |
| 233                                   | ESP                                   | لم يكمل السباق-4                      |
| 234                                   | ESP                                   | 94                                    |
| 235                                   | تانيا كالفو                           | لم يكمل السباق-1                      |
| 236                                   | ESP                                   | لم يكمل السباق-4                      |

## التصنيف العام النهائي
| التصنيف العام         | التصنيف العام         | التصنيف العام | التصنيف العام                      | التصنيف العام |
| العداء                | العداء                | البلد         | الفريق                             | الوقت         |
| --------------------- | --------------------- | ------------- | ---------------------------------- | ------------- |
| 1                     | أنيميك فان فليوتن     | هولندا        | Movistar Women                     | 8 س 40 د 18 ث |
| 2                     | مارلين رويسر          | سويسرا        | Alé BTC Ljubljana                  | + 1 د 34 ث    |
| 3                     | Elise Chabbey ‏        | سويسرا        | Canyon-SRAM Racing                 | + 3 د 12 ث    |
| 4                     | مارتا كافالي          | إيطاليا       | FDJ-Nouvelle Aquitaine-Futuroscope | + 3 د 30 ث    |
| 5                     | ليان ليبرت            | ألمانيا       | Team DSM                           | + 3 د 59 ث    |
| 6                     | Katarzyna Niewiadoma  | بولندا        | Canyon-SRAM Racing                 | + 4 د 04 ث    |
| 7                     | إليسا ونغو بورغيني    | إيطاليا       | Trek-Segafredo                     | + 4 د 13 ث    |
| 8                     | فلورتجي ماكايج        | هولندا        | Team DSM                           | + 4 د 38 ث    |
| 9                     | Blanka Vas ‏           | المجر         | SD Worx                            | + 4 د 57 ث    |
| 10                    | Pauliena Rooijakkers ‏ | هولندا        | Liv Racing                         | + 7 د 58 ث    |
| مصدر: ProCyclingStats |                       |               |                                    |               |

### تصنيف النقاط
| تصنيف النقاط          | تصنيف النقاط         | تصنيف النقاط    | تصنيف النقاط            | تصنيف النقاط |
| العداء                | العداء               | البلد           | الفريق                  | النقاط       |
| --------------------- | -------------------- | --------------- | ----------------------- | ------------ |
| 1                     | لوت كوبيكي           | بلجيكا          | Liv Racing              | 38 نقطة      |
| 2                     | إليسا ونغو بورغيني   | إيطاليا         | Trek-Segafredo          | 34 نقطة      |
| 3                     | مارلين رويسر         | سويسرا          | Alé BTC Ljubljana       | 32 نقطة      |
| 4                     | آنا هندرسون          | المملكة المتحدة | Jumbo-Visma             | 31 نقطة      |
| 5                     | Elise Chabbey ‏       | سويسرا          | Canyon-SRAM Racing      | 29 نقطة      |
| 6                     | ليان ليبرت           | ألمانيا         | Team DSM                | 28 نقطة      |
| 7                     | إليسا بالسامو        | إيطاليا         | Valcar Travel & Service | 28 نقطة      |
| 8                     | أنيميك فان فليوتن    | هولندا          | Movistar Women          | 25 نقطة      |
| 9                     | Katarzyna Niewiadoma | بولندا          | Canyon-SRAM Racing      | 25 نقطة      |
| 10                    | فلورتجي ماكايج       | هولندا          | Team DSM                | 25 نقطة      |
| مصدر: ProCyclingStats |                      |                 |                         |              |

## تصنيف الفرق

### الفرق حسب الوقت
| تصنيف الفرق حسب الوقت | تصنيف الفرق حسب الوقت              | تصنيف الفرق حسب الوقت | تصنيف الفرق حسب الوقت |
| الفريق                | الفريق                             | البلد                 | الوقت                 |
| --------------------- | ---------------------------------- | --------------------- | --------------------- |
| 1                     | Canyon-SRAM Racing                 | ألمانيا               | 26 س 17 د 33 ث        |
| 2                     | Movistar Women                     | إسبانيا               | + 1 د 43 ث            |
| 3                     | Alé BTC Ljubljana                  | إيطاليا               | + 3 د 33 ث            |
| 4                     | Trek-Segafredo                     | الولايات المتحدة      | + 5 د 57 ث            |
| 5                     | SD Worx                            | هولندا                | + 6 د 36 ث            |
| 6                     | FDJ-Nouvelle Aquitaine-Futuroscope | فرنسا                 | + 6 د 37 ث            |
| 7                     | Liv Racing                         | هولندا                | + 10 د 38 ث           |
| 8                     | Jumbo-Visma                        | هولندا                | + 11 د 23 ث           |
| 9                     | Team BikeExchange                  | أستراليا              | + 11 د 54 ث           |
| 10                    | Valcar Travel & Service            | إيطاليا               | + 13 د 23 ث           |
| مصدر: ProCyclingStats |                                    |                       |                       |

## وصلات خارجية
- الموقع الرسمي
- لمحة عن سباق سباق سيراتزيت تشالنج 2021 على موقع  ProCyclingStats   (برو  سايكلنج  ستاتس) - إحصاءات  محترفي  الدراجات.
- سباق سيراتزيت تشالنج 2021 على موقع إحصائيات الدراجات الإحترافية (الإنجليزية)